# Cryptolabis monacantha
Cryptolabis monacantha är en tvåvingeart som beskrevs av Alexander 1943. Cryptolabis monacantha ingår i släktet Cryptolabis och familjen småharkrankar.
Artens utbredningsområde är Ecuador. Inga underarter finns listade i Catalogue of Life.